# Laughing Brook Wildlife Sanctuary
Das Laughing Brook Wildlife Sanctuary ist ein 367 Acres (1,5 km²) umfassendes Schutzgebiet bei Hampden im Bundesstaat Massachusetts der Vereinigten Staaten. Es wird von der Massachusetts Audubon Society verwaltet.

## Schutzgebiet
Das heutige Schutzgebiet mit mehr als 400 Pflanzenarten am namensgebenden Wasserlauf war einst der Wohnsitz des Kinderbuchautors Thornton W. Burgess, der seine Geschichten rund um die Tiere aufbaute, die vor seiner Haustür lebten. Sein Wohnhaus ist bis heute erhalten und wurde 1983 als Thornton W. Burgess House in das National Register of Historic Places eingetragen. Besuchern stehen heute 4 mi (6,4 km) Wanderwege zur Verfügung. Besonders häufig können Gürtelfischer, Rotflügelstärlinge, Hüttensänger, Sumpfschwalben, Biber, Wasserläufer und Ruderwanzen beobachtet werden.